# Nika-Aufstand

Palastviertel mit Hippodrom

Der Nika-Aufstand (altgriechisch Στάσις τοῦ Νίκα Stasis tou Nika) war eine Volkserhebung in Konstantinopel im Jahre 532 während der Regierungszeit des oströmischen Kaisers Justinian. Der Aufstand gilt als die schwerste Zirkusunruhe der Spätantike; während seines Verlaufs starben zahlreiche Menschen, und große Teile der Stadt wurden zerstört.

## Ursachen

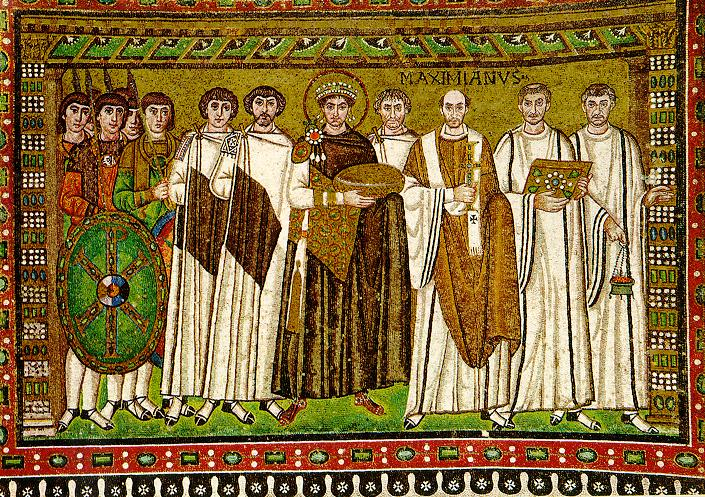
Kaiser Justinian im Kreis seiner Beamten

Auslöser des Aufstands war der überraschend strenge Kurs Justinians gegen die Zirkusparteien, der im starken Gegensatz zu seiner Förderung der Fraktion der „Blauen“ vor seiner Erhebung zum Kaiser stand.
Hintergrund der unnachgiebigen Haltung des Kaisers, als Bauernsohn ein sozialer Aufsteiger, war wohl, dass er sich stärker als seine Vorgänger als „Herrscher von Gottes Gnaden“ verstand. Nachdem die oströmischen Truppen im Herbst 531 in der Schlacht von Callinicum eine Niederlage gegen die sassanidischen Perser erlitten hatten, war das Ansehen Justinians beschädigt, und er reagierte, indem er seine Autorität durch Standfestigkeit und Härte zu konsolidieren versuchte. Mit seiner Vorstellung vom Kaisertum stieß er aber gerade unter den Senatoren auf Widerstand. Und auch das einfache Volk schien die Legitimität der justinianischen Dynastie teils nicht akzeptiert zu haben: 14 Jahre zuvor war Justinians Onkel und Vorgänger Justin I. überraschend Kaiser geworden, obwohl der verstorbene Augustus Anastasios I. erwachsene und regierungsfähige Neffen besaß, die dann beim Aufstand 532 eine wichtige Rolle spielten.
Die ehrgeizigen Pläne Justinians und der Krieg gegen Persien veranlassten ihn offenbar zu einer rigiden Steuerpolitik, von der sowohl das einfache Volk als auch – anders als unter seinen Vorgängern – die herrschenden Schichten betroffen waren. Federführend dabei war Justinians mächtiger praefectus praetorio Orientis, Johannes der Kappadokier, den daher der Volkszorn und die Verachtung durch die alten Eliten traf. Es ist allerdings unklar, ob diese Maßnahmen, die erst in den Folgejahren ihre volle Wirkung entfalteten, bereits 532 eine entscheidende Rolle spielten.

## Verlauf

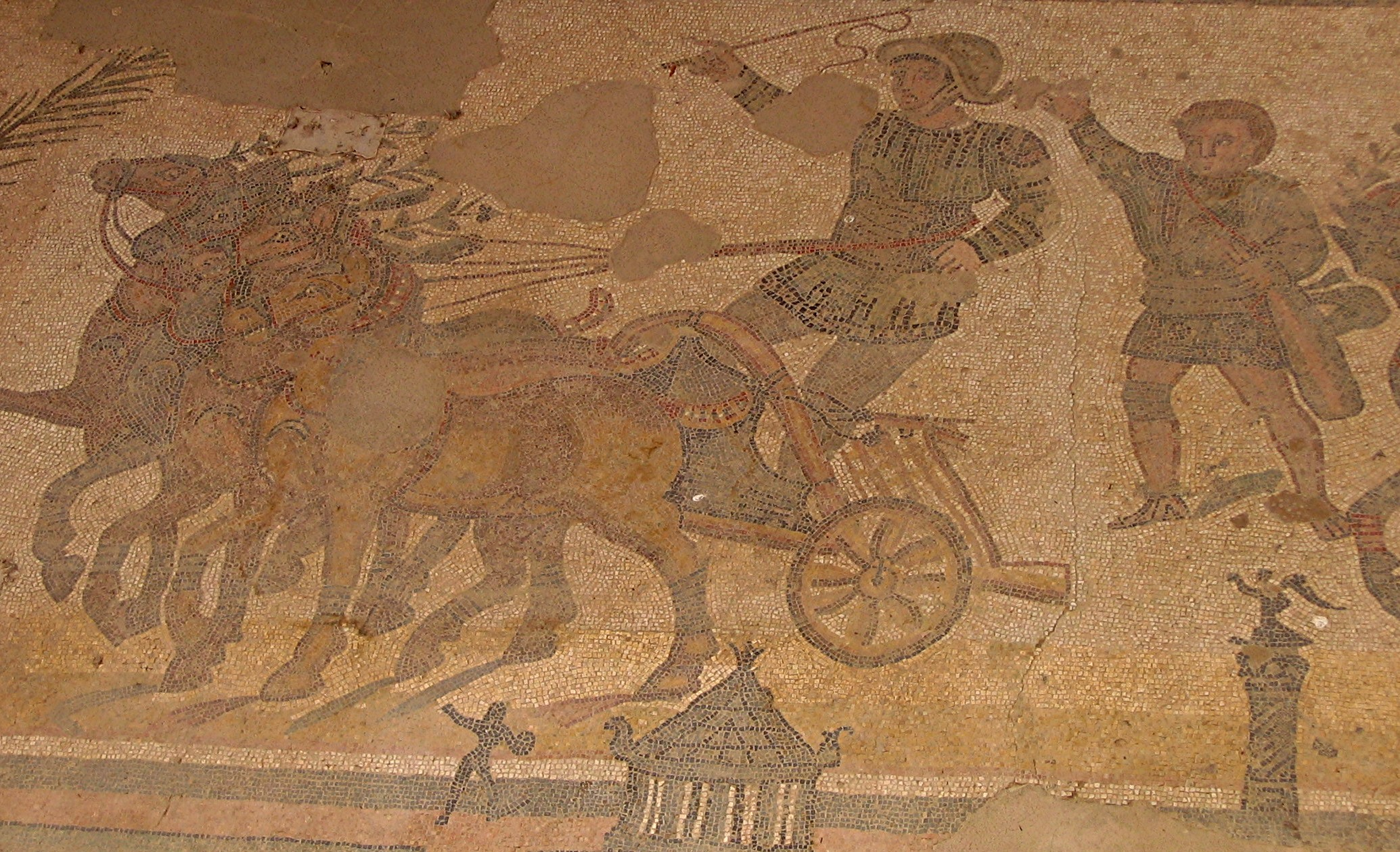
Wagenlenker auf Quadriga

Die Darstellung des Verlaufs des Aufstands richtet sich im Folgenden nach den Angaben in den Quellen, insbesondere nach dem Bericht des Augenzeugen Prokop, dessen Bericht allerdings literarisch gestaltet und parteiisch ist. Zu den Auslegungsmöglichkeiten siehe den Abschnitt Rezeption.

### Vorspiel
Im Vorfeld des Aufstands wurden mehrere Unruhestifter – Parteigänger der Zirkusfraktionen – zum Tode verurteilt. Die Zirkusfraktionen waren im 6. Jahrhundert die „Blauen“ und die „Grünen“, deren gewaltbereite Anhänger sich auch außerhalb des Zirkusses bekämpften. Nach Vollstreckung der ersten Hinrichtungen versagte bei zwei Delinquenten mehrmals der Galgen oder der Strick, was das anwesende Volk als Zeichen Gottes ansah. Man forderte die Begnadigung der beiden Männer, was die zuständigen Behörden aber verweigerten. Die behördliche Entscheidung erwies sich als verhängnisvoll, da die beiden Verurteilten als Vertreter der verfeindeten Zirkusparteien nunmehr ein gemeinsames Interesse entwickelten und kollaborierten. Im anschließenden Tumult unterstütze die aufgebrachte Menge eine Gruppe von Mönchen, die die Verurteilten in den Schutzbereich eines Klosters verbrachten.

### Unruhen
Drei Tage später, am 13. Januar, wurden im Hippodrom in Anwesenheit des Kaisers die üblichen Zirkusspiele zu den Iden abgehalten. Nach 22 Durchläufen begannen die Zirkusparteien die Freilassung der beiden Gefangenen zu fordern. Als Justinian auch nach längerer Zeit nicht antworten ließ (ein sehr ungewöhnliches Verhalten für einen spätantiken Kaiser), erklang die unerhörte Akklamation „Den die Menschen liebenden Blauen und Grünen viele Jahre!“ Die verfeindeten Fraktionen hatten sich nun erkennbar gegen den Kaiser vereint. Als Kennwort untereinander benutzte man das Wort „nika“ (νίκα „Siege!“), das der Erhebung den Namen gab. In der Folge kam es am selben Tag noch zu einem Angriff auf das Praetorium des Stadtpräfekten.
Vermutlich um den Eindruck der Normalität zu erwecken und um das Volk zu beruhigen, wurden die Rennen am 14. Januar nicht abgesagt. Die Massen, die sich im Hippodrom einfanden, randalierten jedoch bald weiter, wobei die Holzbänke des Hippodroms und die Arkaden der Hauptstraße bis zu den Zeuxippus-Thermen in Flammen aufgingen. Als Reaktion gingen die verbliebenen kaisertreuen Einheiten unter Mundus, Constantiolus und Basilides brutal gegen die Aufständischen vor.

### Politischer Protest
Im Verlauf der Unruhen wurden erste Forderungen der Aufständischen bekannt: die Entlassung des Prätorianerpräfekten Johannes, des Stadtpräfekten Eudamion und des quaestor sacri palatii Tribonianus, des Spitzenjuristen des Kaisers. Justinian kam den Forderungen nach und ließ die drei hohen Würdenträger vorläufig fallen; dennoch gingen die Unruhen weiter. Daraufhin ging der gerade vom Krieg mit den Persern zurückgekehrte Feldherr Belisar, der sich eigentlich wegen der Niederlage bei Kallinikon vor Justinian verantworten sollte, mit seiner großen Leibgarde gegen die Aufständischen vor, konnte aber keinen durchschlagenden Erfolg verzeichnen.

### Offener Aufstand
Inzwischen hatten sich die Unruhen zu einem offenen Aufstand entwickelt, dessen Ausgang völlig unvorhersehbar war. In der Nacht des 14. Januar zum 15. Januar wurden im Palastviertel die Chalke, die Senatscuria, die Unterkünfte der Palastwachen der scholarii, protectores und candidati, das Kaiserforum (Augusteum) und die Vorgängerkirche der Hagia Sophia angezündet. Die Fronten hatten sich verhärtet, und der Kaiser soll an Flucht gedacht haben. Möglicherweise fällt eine von Prokopios von Caesarea überlieferte Rede der Kaiserin Theodora I. von allerdings sehr fragwürdiger Authentizität, die Justinian zur Stärke und zum Durchhalten aufrief, in diese Phase.
Die Aufrührer begannen spätestens in dieser Phase, mit dem Gedanken an einen neuen Kaiser zu spielen. So zog am 15. Januar eine Menge zum Haus des Probus, eines Neffen des ehemaligen Kaisers Anastasius, und verlangte mit den Rufen „Probus, Kaiser für Rom!“ Waffen für die Aufständischen. Als die Antwort ausblieb, legten sie Feuer am Haus. Am 16. Januar verwüsteten Aufständische das Archiv des Praetoriums, wahrscheinlich, um belastende Strafakten zu vernichten. Das Feuer, das sie dabei legten, griff durch ungünstige Windverhältnisse um sich und zerstörte die Kirche der Hagia Irene, die Thermen des Alexander, zwei kaiserliche Villen, die Basilika des Illus und das Hospiz des Samson sowie das des Eubulus.
Da sich die Truppen der Palastwache neutral verhielten, hatte Justinian anscheinend weitere Truppen aus den nahen Garnisonen von Hebdomon, Rhegio, Athyras und Calabria angefordert, die am 17. Januar mit den Aufständischen zusammenstießen. Dabei verbrannten Teile des Oktagon genannten Gebäudes, der Portikus der Silberschmiede, das Haus des Symmachus, die Kirchen des St. Aquilian und des St. Theodor sowie ein Bogen auf dem Forum Konstantins. Bei einer weiteren Aktion wurden Liburnon und Magnaura angezündet. Das Ergebnis des folgenden Straßen- und Häuserkampfs blieb unentschieden. Spätestens seitdem sich die neuen Truppen in der Stadt einfanden, war die Niederwerfung des Aufstands jedoch nur noch eine Frage der Zeit.
Am Morgen des 18. Januar ließ Justinian das Volk ins Hippodrom rufen und bot den Beteiligten am Aufstand Straffreiheit an. Zunächst schien das Volk darauf einzugehen, doch dann kippte die Stimmung, als sich das Gerücht verbreitete, Justinian sei bereits aus der Stadt geflüchtet, und Hypatius, ein anderer Neffe des Anastasius, wurde auf dem Forum Konstantins unter Beteiligung mehrerer Senatoren zum Gegenkaiser ausgerufen.

### Niederschlagung
Die Rolle des Hypatius lässt sich nicht endgültig klären. Laut Prokop versuchte er nach seiner Erhebung, heimlich mit Justinian Kontakt aufzunehmen und sich dessen Gnade zu unterwerfen, dann habe die falsche Nachricht, Justinian sei auf einem Boot geflüchtet, jedoch den Ausschlag dazu gegeben, dass Hypatius seine (tragische) Rolle schließlich doch akzeptierte. Wahrscheinlicher ist aber, dass Hypatius als Kandidat der senatorischen Opposition den Aufstand bewusst nutzen wollte, um an die Macht zu gelangen, und dass Prokop in seinem Bericht versucht, den Usurpator im Nachhinein in Schutz zu nehmen.
Inzwischen war es aber dem Hofkämmerer Narses gelungen, Mitglieder der „Blauen“ zu Gunsten Justinians zu bestechen. Verwirrung brach aus. Daraufhin drangen die kaisertreuen Einheiten unter Belisar, Mundus und Constantiolus an mehreren Stellen gleichzeitig in das Hippodrom ein und begannen ein Massaker, dem laut Prokop 30.000 Menschen zum Opfer fielen, da im Zuge der ausbrechenden Panik Tausende niedergetrampelt wurden. Am Folgetag wurden Hypatius und der mit ihm verhaftete Pompeius hingerichtet und ihre Leichen ins Marmarameer geworfen. Die überlebenden Anführer der Rebellen ließ Justinian später in einer Siegesparade im Hippodrom vorführen. Erst einige Zeit später zeigte er Milde und gab der Familie von Pompeius und Hypatius ihr zwischenzeitlich eingezogenes Vermögen zurück. Des Weiteren ließ er Beamte, die Justinian als Reaktion auf die Forderungen der Aufständischen entlassen hatte, wieder in ihre vorherigen Positionen einsetzen.

## Folgen

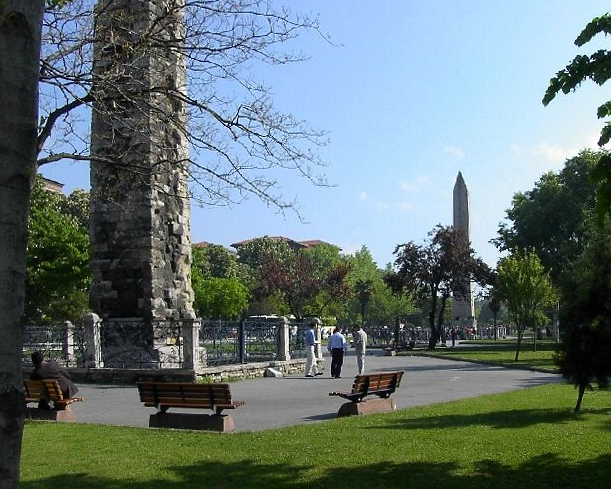
Der Zustand des Hippodroms heute

Insgesamt bewirkte das rigorose Vorgehen gegen die Aufständischen eine Stärkung des Kaisers und eine Entmachtung der ohnehin schon recht schwachen senatorischen Opposition. Andererseits blieb Justinian bei der städtischen Bevölkerung und Teilen des Senats noch lange verhasst. Der Einfluss von Belisar, Narses und vor allem Theodora wurde offensichtlich gestärkt, da sie politisch in der Folgezeit besonders in Erscheinung traten. Belisar, der zuvor aufgrund seiner Niederlage gegen das Sassanidenreich in Ungnade gefallen war, konnte durch sein kaisertreues Verhalten die Gunst Justinians wiedererlangen und wurde im folgenden Jahr mit der Leitung der Militärexpedition gegen die Vandalen beauftragt. Narses, sein Rivale, blieb in den folgenden Jahrzehnten ebenfalls höchst einflussreich.
Die mit dem Aufstand entstandenen Zerstörungen in Konstantinopel boten Justinian außerdem die Möglichkeit zu ambitionierten Bauvorhaben in der Hauptstadt, in deren Zuge vor allem die verwüstete und niedergebrannte Hagia Sophia neu errichtet wurde. Nach den Geschehnissen des Nika-Aufstands wurden in den Folgejahren zunächst keine Wagenrennen mehr im Hippodrom abgehalten.

## Rezeption
Trotz oder gerade wegen der verhältnismäßig dichten Quellenlage zum Nika-Aufstand durch die Augenzeugen Prokop und (vielleicht) Johannes Malalas gibt es unter Historikern mehrere Deutungen. Während Alan Cameron zumindest in der Anfangsphase eine typisch spätantike, von den Zirkusparteien ausgehende Unruhe zu erkennen meinte, gingen Historiker im ehemaligen Ostblock meist von einem spontanen reinen Volksaufstand aus. In jüngerer Zeit wurde mehrfach vermutet, dass einige Senatoren von Anfang an als treibende Kraft hinter den Aufständischen auszumachen sind, wie es der Augenzeuge Marcellinus Comes auch ausdrücklich berichtet; allerdings gibt Marcellinus damit die offizielle Lesart der Ereignisse wieder.
Eine weitere – jedoch sehr umstrittene – Theorie sieht sogar Justinian selbst als Urheber, der den Aufstand habe nutzen wollen, um die ungeliebte Opposition ausschalten zu können: Entgegen der Bewertung von Geoffrey B. Greatrex nimmt Mischa Meier an, die Katastrophe sei nicht durch einen „Schlingerkurs“, das heißt eine unsichere Kommunikationsstrategie, des Kaisers ausgelöst worden, sondern durch eine gezielte Eskalation: Justinian habe seine Feinde durch die Provokation der Zirkusparteien, die Einfädelung der Intrige um Hypatius, den Neffen des Anastasius, und die falsche Nachricht von der Flucht des Kaisers dazu verleiten wollen, aus der Deckung zu kommen und sich zu exponieren, da er sich auf diese Weise vor allem seiner Gegner in der Oberschicht habe entledigen wollen. In der Forschung hat sich Meiers Hypothese bislang allerdings nicht durchsetzen können.
Zudem sind die sogenannten Akta diá Kalopódion ein Streitpunkt der Historiker. Bei dieser Beschreibung einer Auseinandersetzung der Zirkusparteien mit Justinian im Hippodrom bei Theophanes ist umstritten, ob sich wirklich ein Zusammenhang mit dem Nika-Aufstand herstellen lässt.